# راي كيدر
راي كيدر (بالإنجليزية: Ray Kidder)‏ هو عالم نووي وفيزيائي أمريكي، ولد في 12 نوفمبر 1923 في نيويورك في الولايات المتحدة.